# Parafia Trójcy Świętej i św. Mikołaja w Nilvange
Parafia Trójcy Świętej i św. Mikołaja – parafia prawosławna w Nilvange, do 2018 r. w jurysdykcji Zachodnioeuropejskiego Egzarchatu Parafii Rosyjskich, następnie (po likwidacji egzarchatu) w Greckiej Metropolii Francji Patriarchatu Konstantynopolitańskiego. Co najmniej do 2008 była to placówka duszpasterska Rosyjskiego Kościoła Prawosławnego poza granicami Rosji.

## Historia
Parafię w Nilvange utworzyła grupa ok. 50 byłych rosyjskich żołnierzy Korpusu Ekspedycyjnego, którzy po I wojnie światowej pozostali we Francji i uzyskali zatrudnienie w zakładach metalurgicznych w Knutange. Pierwsza kaplica prawosławna działająca na ich potrzeby powstała przy ul. de Vosges w Nilvange. W 1946 zakłady metalurgiczne przekazały parafii teren pięciu dawnych garaży, gdzie urządzono nową cerkiew. Dekorację malarską jej fasady wykonał miejscowy artysta Greg Gawra. Budowla posiada kompletne tradycyjne wyposażenie świątyni prawosławnej. W 1990 była remontowana.
Pierwotnie etnicznie rosyjska, parafia grupuje obecnie wiernych różnego pochodzenia.